# Mil Mi-14
Mil Mi-14 (Ruski: Ми-14, NATO naziv "Haze") je sovjetski/ruski helikopter namijenjen protupodmorničkoj borbi, a dizajniran je na osnovu Mi-8.

## Razvoj
I prije nego što je Mi-8 ušao u službu, sovjetsko mornaričko zrakoplovstvo je bilo zainteresirano za njegovu mornaričku inačicu koja bi se koristila za protupodmorničku borbu. Kako tadašnji Mi-4M nije bio zadovoljavajući za tu ulogu, Mil je pred kraj 1959. počeo s prvim planovima oko dizajna V-8G koji ga je trebao zamijeniti; izrada detaljnijih planova je započela 1962.

Prvotni kocepti helikoptera koji bi bio i lovac i uništavač podmornica je smatrana nerealnom za samo jedan helikopter, no u vrijeme kada je odobrena izrada makete u punoj veličini 1965., TV3-117 motor je postao dostupan što je omogućilo dovoljno snage da se napravi helikopter koji bi sve to objedinio u jendoj letjelici. Osim motora, napravljen je i velik broj drugih izmjena tako da je dizajn dobio novu tvorničku oznaku V-14. Ofenzivni sustavi za protupodmorničku borbu su trebali biti modificiani iz postojećih koji su se razvijali za Kamov Ka-25.
Prvi V-14 prototip, modificiran iz trupa Mi-8 i bez cijele elektronike, je prvi put poletio. kolovoza 1967. Pokretali su ga TV2-117 motori jer TV3-117 tada još uvijek nisu bili dostupni. Letna testiranja su završena tek pred kraj 1974. jer je elektronika bila problematična a postojale su i odgode u razvoju motora. No unatoč tomu proizvodnja V-14, sada pod službenom oznakom Mi-14PL (Protio-Lodochniy = protupodmornički), je započela u tvorniciu Kazanu 1973. a do kraja letnih testiranja serijski proizvedeni helikopteri su obavaljali testove u službi. Formalno je u službu primljen 1976., pritom mu je NATO dodijelio naziv "Haze".

Paralelno je razvijana i izvozna inačica. Do kraja proizvodnje 1986. su napravljena 273 helikoptera a oko stotinu ih je izvezeno u druge zemlje.

## Dizajn
Pogon i repni dijelovi Mi-14PL su dosta nalikovali na one s Mi-17, a motor TV3-117M je bio presvučen antikorozivnim sredstvom zbog djelovanja morske soli. Rani proizvedeni zrakoplovi su imali repni rotor s desne strane, no to je kasnije premješteno na lijevu stranu. Trup i kokpit su također slični Mi-8, no dno trupa Mi-14 je imalo "brodski" dizajn kako bi mogao plutati na vodi.

## Tehničke karakteristike
Osnovne karakteristike
- posada: 4
- dužina: 18,38 m
- promjer rotora: 21,29 m
- visina: 6,93 m

Letne karakteristike
- najveća brzina: 230 km/h
- dolet: 1.135 km
- najveća visina leta: 3.500 m
- motor: 2 x Klimov TV3-117MT turbo-osovinski motor